# Lijst van zwemrecords 4×100 meter vrije slag gemengd
Dit is een overzicht van de zwemrecords op de 4×100 meter vrije slag gemengd op de langebaan (50 meter).

## Langebaan (50 meter)

### Ontwikkeling wereldrecord
| Nr. | Naam                                                               | Land             | Tijd    | Datum           | Plaats    |
| --- | ------------------------------------------------------------------ | ---------------- | ------- | --------------- | --------- |
|     | Jack Alexy, Patrick Sammon, Kate Douglass, Torri Huske             | Verenigde Staten | 3.18,48 | 2 augustus 2025 | Singapore |
|     | Jack Cartwright, Kyle Chalmers, Shayna Jack, Mollie O'Callaghan    | Australië        | 3.18,83 | 29 juli 2023    | Fukuoka   |
|     | Jack Cartwright, Kyle Chalmers, Madison Wilson, Mollie O'Callaghan | Australië        | 3.19,38 | 24 juni 2022    | Boedapest |
|     | Caeleb Dressel, Zach Apple, Mallory Comerford, Simone Manuel       | Verenigde Staten | 3.19,40 | 27 juli 2019    | Tokio     |
|     | Caeleb Dressel, Nathan Adrian, Mallory Comerford, Simone Manuel    | Verenigde Staten | 3.19,60 | 29 juli 2017    | Gwangju   |
|     | Ryan Lochte, Nathan Adrian, Simone Manuel, Missy Franklin          | Verenigde Staten | 3.23,05 | 8 augustus 2015 | Kazan     |
|     | Tommaso D'Orsogna, Cate Campbell, James Magnussen, Bronte Campbell | Australië        | 3.23,29 | 1 februari 2014 | Perth     |

Nationale records: Amerikaanse records · Australische records · Belgische records · Nederlandse records 
 Internationale records: Olympische records · Wereldrecords · Europese records